# طائر الجنة الصغير (رواية)
طائر الجنة الصغير (بالإنجليزية: Little Bird of Heaven)‏ هي رواية للكاتبة الأمريكية جويس كارول أوتس، نشرت عام 2009، عن دار نشر إيكو بريس.